# Apocheima obscura
Apocheima obscura är en fjärilsart som beskrevs av Kuhne 1907. Apocheima obscura ingår i släktet Apocheima och familjen mätare. Inga underarter finns listade i Catalogue of Life.